# Lennart Björklund
Curt Lennart Max Eugen Björklund (från 1993 Cygnaeus), född 4 september 1926 i Kungsholms församling, Stockholm, död 29 januari 2001 i Adolf Fredriks församling, Stockholm, var en svensk arkitekt.
Björklund, som var son till arkitekt Curt Björklund och Ingrid Däumichen, avlade studentexamen 1945, reservofficersexamen 1949 och utexaminerades från Kungliga Tekniska högskolan 1955. Han blev löjtnant i flottans reserv 1953,  anställdes hos fadern 1953, hos arkitekt Sérgio Bernardes i Rio de Janeiro 1956 samt bedrev egen arkitektverksamhet i Rio de Janeiro 1956 och i Stockholm från 1958.